# Spaden (film)
Spaden är en svensk kortfilm från 2003, i regi av Jens Jonsson. Filmen var tillåten från sju år.

## Handling
Solveig har lånat en spade av väninnan Berit och när hon ska lämna tillbaka den blir det startskottet för en uppgörelse mellan de båda som bottnar i en gammal kärlekshistoria där Berit ville ha en man som Solveig tog ifrån henne.

## Rollista
- Marie Göranzon - Berit
- Gunilla Nyroos - Solveig

## Priser och utmärkelser
På filmfestivalen Palm Springs International Festival of Short Films i Palm Springs, Kalifornien 2003 mottog Spaden pris i kategorin "Bästa kortfilm under 15 minuter". På samma festival fick fotografen Askild Vik Edvardsen ett speciellt omnämnande.